# Odlum Brown Vancouver Open 2013
L'Odlum Brown Vancouver Open 2013 è stato un torneo di tennis giocato sul cemento. È stata la 9ª edizione del torneo maschile fa parte della categoria ATP Challenger Tour nell'ambito dell'ATP Challenger Tour 2013, la 12ª di quello femminile che fa parte della categoria ITF Women's Circuit nell'ambito dell'ITF Women's Circuit 2013. Sia il torneo maschile che quello femminile si sono giocati a Vancouver in Canada dal 30 luglio al 4 agosto 2013 su campi in cemento.

## Partecipanti singolare ATP

### Teste di serie
| Nazionalità   | Giocatore       | Ranking* | Testa di serie |
| ------------- | --------------- | -------- | -------------- |
| Russia        | Evgenij Donskoj | 77       | 1              |
| Canada        | Vasek Pospisil  | 89       | 2              |
| Germania      | Benjamin Becker | 102      | 3              |
| Stati Uniti   | Wayne Odesnik   | 111      | 4              |
| Stati Uniti   | Bobby Reynolds  | 138      | 5              |
| Taipei cinese | Jimmy Wang      | 143      | 6              |
| Germania      | Miša Zverev     | 144      | 7              |
| Belgio        | Olivier Rochus  | 148      | 8              |

- Ranking al 22 luglio 2013.

### Altri partecipanti
Giocatori che hanno ricevuto una wild card:
- Philip Bester
- Frank Dancevic
- Austin Krajicek
- Tennys Sandgren

Giocatori che sono passati dalle qualificazioni:
- John-Patrick Smith
- Benjamin Mitchell
- James McGee
- Nicolas Meister

## Partecipanti singolare WTA

### Teste di serie
| Nazionalità   | Giocatore                  | Ranking* | Testa di serie |
| ------------- | -------------------------- | -------- | -------------- |
| Taipei cinese | Hsieh Su-wei               | 41       | 1              |
| Giappone      | Kimiko Date-Krumm          | 65       | 2              |
| Giappone      | Misaki Doi                 | 105      | 3              |
| Israele       | Julia Glushko              | 110      | 4              |
| Giappone      | Kurumi Nara                | 113      | 5              |
| Ucraina       | Maryna Zanevs'ka           | 115      | 6              |
| Canada        | Sharon Fichman             | 119      | 7              |
| Rep. Ceca     | Barbora Záhlavová-Strýcová | 120      | 8              |

- Ranking al 22 luglio 2013.

### Altre partecipanti
Le seguenti giocatrici hanno ricevuto una wild card per il tabellone principale:
- Elisabeth Fournier
- Sanaz Marand
- Natalie Pluskota
- Carol Zhao

Le seguenti giocatrici sono passate dalle qualificazioni:
- Naomi Broady
- Jade Windley
- Miharu Imanishi
- Emily Webley-Smith

## Vincitori

### Singolare maschile
Vasek Pospisil ha battuto in finale  Daniel Evans con il punteggio di 6–0, 1–6, 7–5.

### Doppio maschile
Jonathan Erlich /  Andy Ram hanno battuto in finale  James Cerretani /  Adil Shamasdin con il punteggio di 6–1, 6–4.

### Singolare femminile
Johanna Konta ha battuto in finale  Sharon Fichman con il punteggio di 6–4, 6–2.

### Doppio femminile
Sharon Fichman /  Maryna Zanevs'ka hanno battuto in finale  Jacqueline Cako /  Natalie Pluskota con il punteggio di 6–2, 6–2.